# Anabuki Satoru

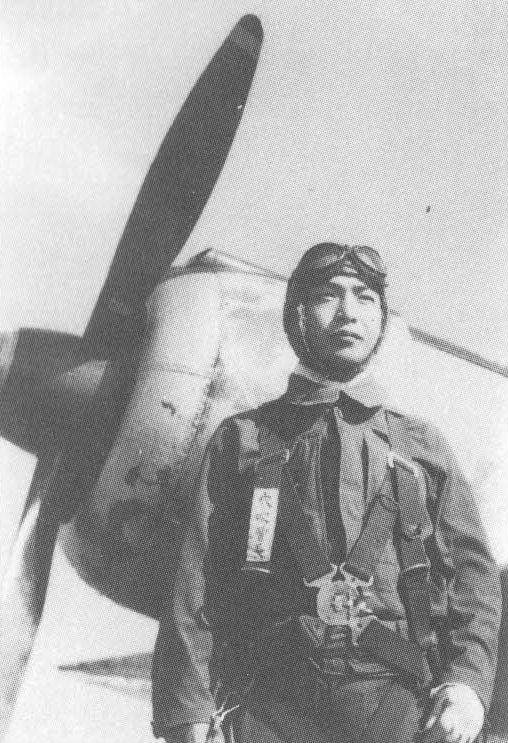
Anabuki Satoru, Ende 1944

Anabuki Satoshi (jap. 穴吹 智; * 5. Dezember 1921 in Yamada, Landkreis Ayauta, Präfektur Kagawa; † Juni 2005) war ein japanischer Jagdflieger im Zweiten Weltkrieg. Mit 51 Luftsiegen, von denen 30 bestätigt wurden, war Anabuki der Pilot mit den meisten Feindabschüssen in der japanischen Heeresluftwaffe.

## Leben
Anabuki, Spross einer Bauernfamilie, begann seine Pilotenkarriere in einem Programm zur Vorbereitung der Flugausbildung für Jugendliche. 1938 begann er an der Tokioter Fliegerschule. Nach weiteren Ausbildungsstationen in Kumagaya und Tachiarai wurde er im März 1941 beim 50. Fliegerregiment auf Formosa stationiert, später in Mingaladon und Rangun. Bei Kriegsbeginn stand er im Rang eines Korporals.
Im Januar 1944 soll Anabuki in Burma in einem Einsatz fünf US-amerikanische Flugzeuge, darunter drei Bomber, abgeschossen haben. Die Geschichte wurde von der japanischen Propaganda ausgeschlachtet und gehört noch heute zu den bekanntesten Anekdoten über Luftgefechte im Pazifikkrieg. Heutzutage ist dieses Ereignis als möglicher Hoax umstritten.
Ab Februar 1944 wurde Anabuki als Propagandaheld aus der Schusslinie genommen und nach Akeno zur Ausbildung neuer Piloten abgezogen. Er wurde aber von Oktober 1944 bis zum Kriegsende wieder für die Heimverteidigung verpflichtet. Zwischen 1941 und 1945 absolvierte Anabuki insgesamt 173 Einsätze. 
Ab Anfang der 1950er Jahre diente er in den Bodenselbstverteidigungsstreitkräften. Er wurde als Hubschrauberpilot eingesetzt. Im Jahre 1971 wurde er als Oberstleutnant verabschiedet. Er arbeitete dann bis 1984 bei Japan Airlines.